# Дермбах
Дермбах (нім. Dermbach) — громада в Німеччині, розташована в землі Тюрингія. Входить до складу району Вартбург. Центр об'єднання громад Дермбах.
Площа — 23,43 км2. Населення становить 7143 ос. (станом на 31 грудня 2021).